# Le Jardin des absents
Le Jardin des absents est un roman de Nicole Avril publié en 1979.

## Résumé
Joden est dans la trentaine. Il se réveille dans une chambre inconnue, surveillé par 4 gardiens. Il découvre que le village insulaire est peuplé de détenus qui ont oublié leur passé comme lui. Un médecin a une fiche sur le passé de chacun et les voit régulièrement. Son ancienne femme, Agna, est là aussi. Ils se rappellent vaguement l'un de l'autre. Le médecin aide Agna à se suicider. Joden le dit aux gardiens, il est libéré et le médecin prend sa place.